# Challenger de Morelos 2016
El torneo Morelos Open 2016 es un torneo profesional de tenis. Pertenece al ATP Challenger Series 2016. Se disputó su 3.ª edición sobre superficie dura, en Cuernavaca, México, entre el 15 y el 21 de febrero de 2016.

## Jugadores participantes del cuadro de individuales
| Favorito | País                               | Jugador                  | Rank1 | Posición en el torneo |
| -------- | ---------------------------------- | ------------------------ | ----- | --------------------- |
| 1        | Bandera de la República Dominicana | Víctor Estrella          | 56    | Baja                  |
| 2        | Bandera de Argentina               | Horacio Zeballos         | 119   | Semifinales           |
| 3        | Bandera de Austria                 | Gerald Melzer            | 134   | CAMPEÓN               |
| 4        | Bandera de Colombia                | Alejandro González       | 156   | FINAL                 |
| 5        | Bandera de España                  | Adrián Menéndez-Maceiras | 160   | Cuartos de final      |
| 6        | Bandera de Estados Unidos          | Alexander Sarkissian     | 182   | Cuartos de final      |
| 7        | Bandera de Austria                 | Dennis Novak             | 205   | Primera ronda         |
| 8        | Bandera de España                  | Jordi Samper-Montaña     | 213   | Primera ronda         |

- 1 Se ha tomado en cuenta el ranking del 8 de febrero de 2016.

### Otros participantes
Los siguientes jugadores recibieron una invitación (wild card), por lo tanto ingresan directamente al cuadro principal (WC):
- Mauricio Astorga
- Lucas Gómez
- Tigre Hank
- Luis Patino

Los siguientes jugadores ingresan al cuadro principal tras disputar el cuadro clasificatorio (Q):
- Nicolás Barrientos
- Gonzalo Escobar
- Marinko Matosevic
- Peter Polansky

## Campeones

### Individual Masculino
- Gerald Melzer derrotó en la final a  Alejandro González, 7–6(4), 6–3

### Dobles Masculino
- Philip Bester /  Peter Polansky derrotaron en la final a  Marcelo Arévalo /  Sergio Galdós, 6–4, 3–6, [10–6]